# Mantosyna haemorrhoidalis
Mantosyna haemorrhoidalis är en insektsart som först beskrevs av Olivier 1791.  Mantosyna haemorrhoidalis ingår i släktet Mantosyna och familjen lyktstritar. Inga underarter finns listade i Catalogue of Life.